# Notalina nigra
Notalina nigra là một loài Trichoptera trong họ Leptoceridae. Chúng phân bố ở miền Australasia.